# Naszály
Naszály ist eine ungarische Gemeinde im Kreis Tata im Komitat Komárom-Esztergom.

## Geographische Lage
Naszály liegt im Norden Ungarns knapp 4 km südlich der Donau, die hier die Grenze zur Slowakei bildet, und westlich des Gerecse-Gebirges, das zum Ungarischen Mittelgebirge in Transdanubien gehört. Der Ort liegt 64 km westlich von Budapest, 12 km südöstlich von Komárom und 7 km nordwestlich von Tata. Am östlichen Ortsrand von Naszály bedeckt eine Teichanlage mit neun großen Fischteichen eine Fläche von rund 240 Hektar.

## Gemeindepartnerschaften
- Hintersteinau (Steinau an der Straße), Deutschland

## Sehenswürdigkeiten
- Reformierte Kirche, erbaut im 18. Jahrhundert
- Römisch-katholische Kirche Krisztus Király
- Wassermühle (Vízimalom)
- Weltkriegsdenkmale (I. és II. világháborús emlékművek)

## Verkehr
Von der Anschlussstelle Tata-Környe der Autobahn M1 (Europastraßen E 60, E 75 Wien–Budapest) sind es 9 km bis Naszály. Die Hauptstraße Nr. 1 beschreibt in zwei Kilometer Abstand im Norden und Osten einen Bogen um die Ortslage. Im nördlichen Nachbarort Almásfüzitő mündet von Osten die das Donauufer begleitende Hauptstraße Nr. 10 in die Nr. 1 ein. Die nächstgelegenen Bahnhöfe befinden sich in Almásfüzitő bzw. Tata.

## Bilder

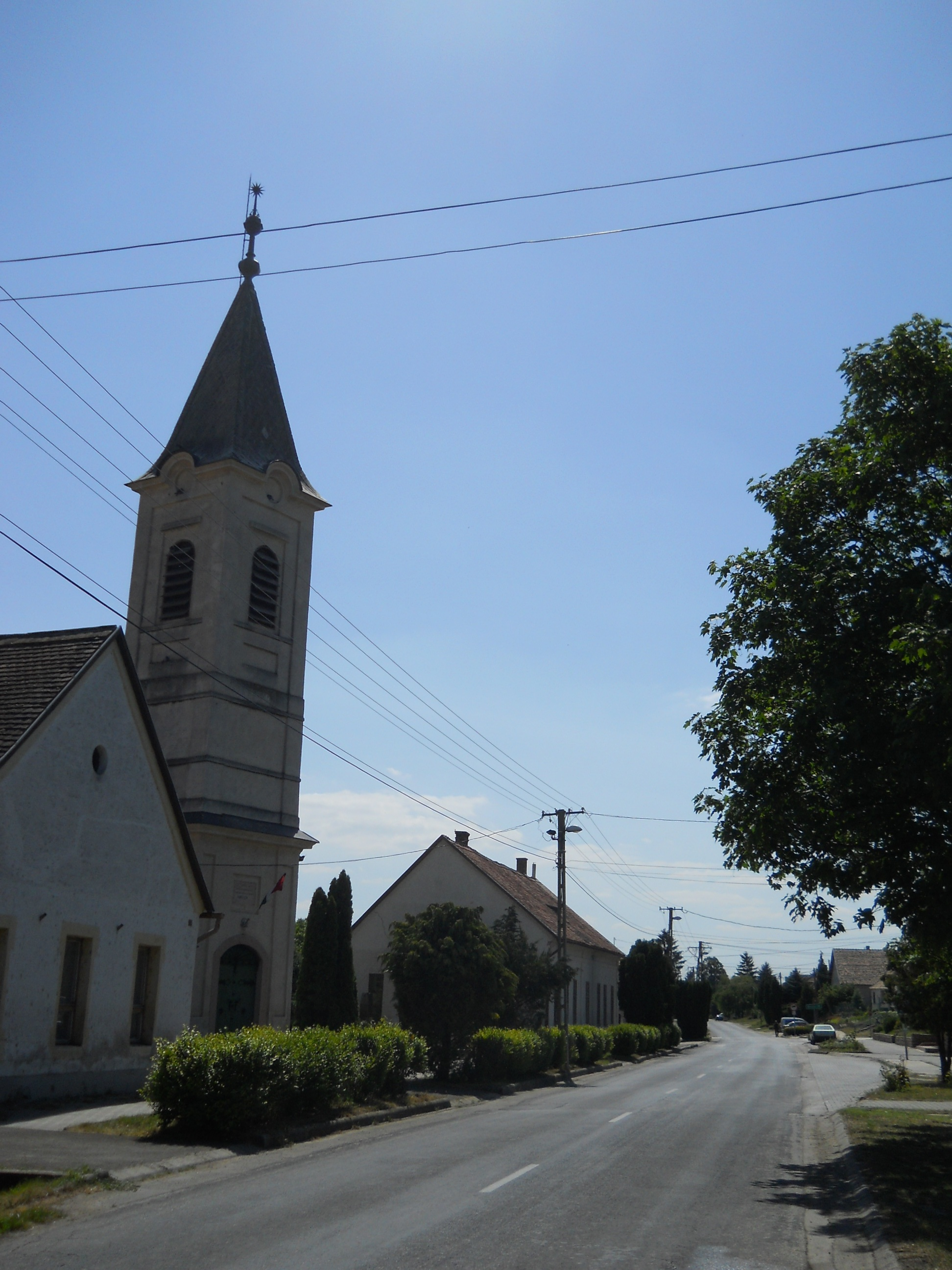
Reformierte Kirche
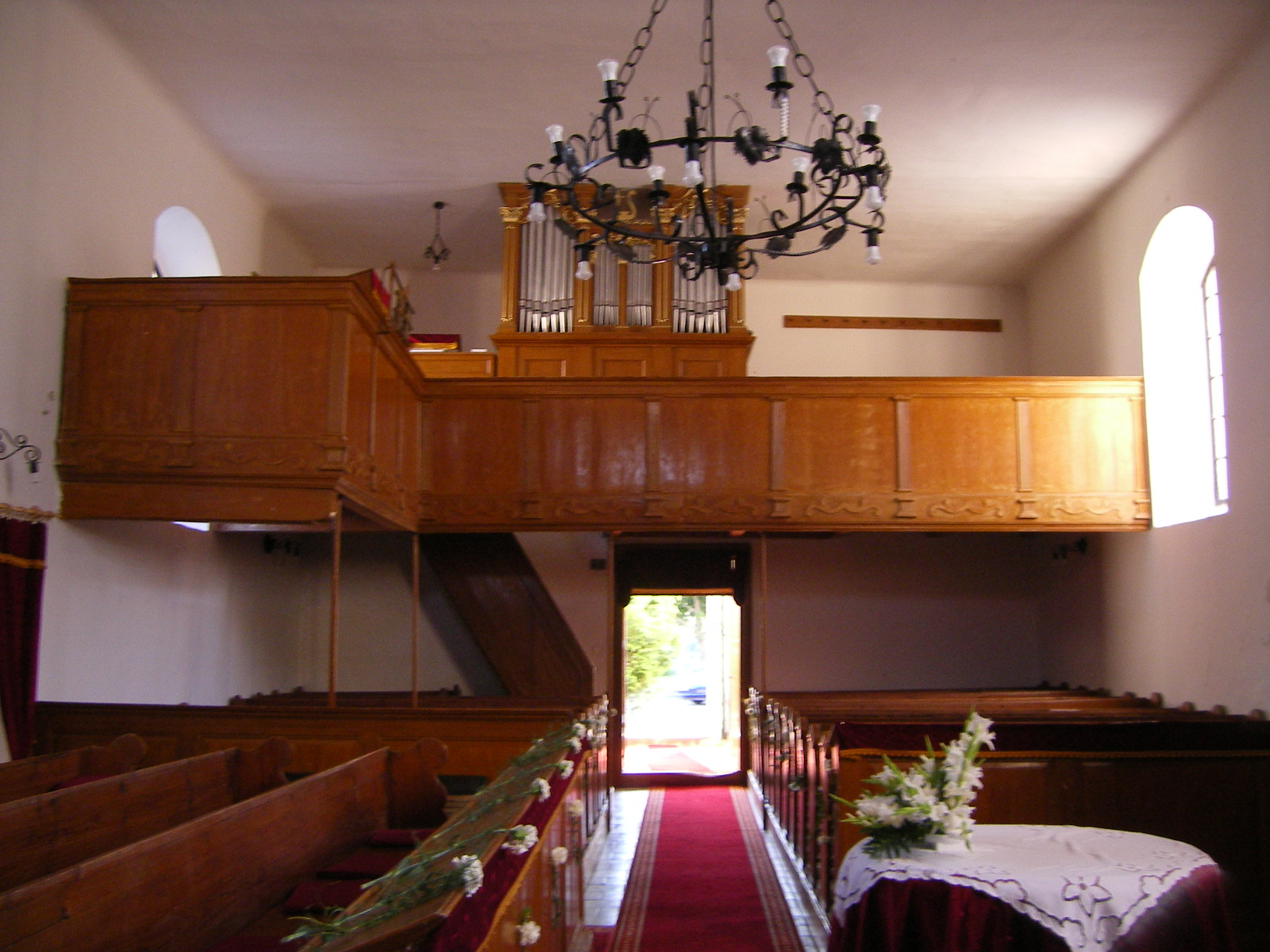
Innenraum der reformierten Kirche
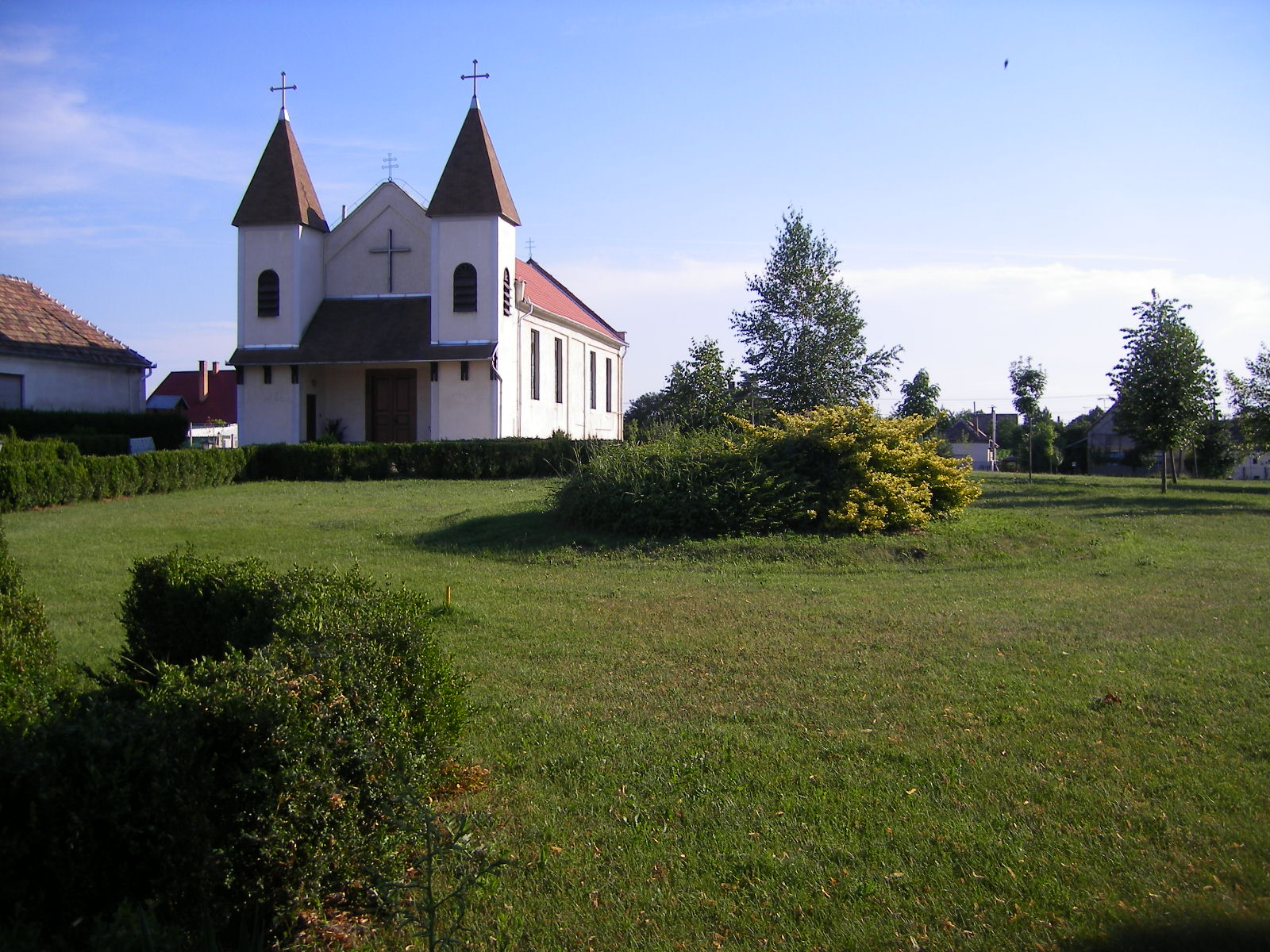
Römisch-katholische Kirche Krisztus Király
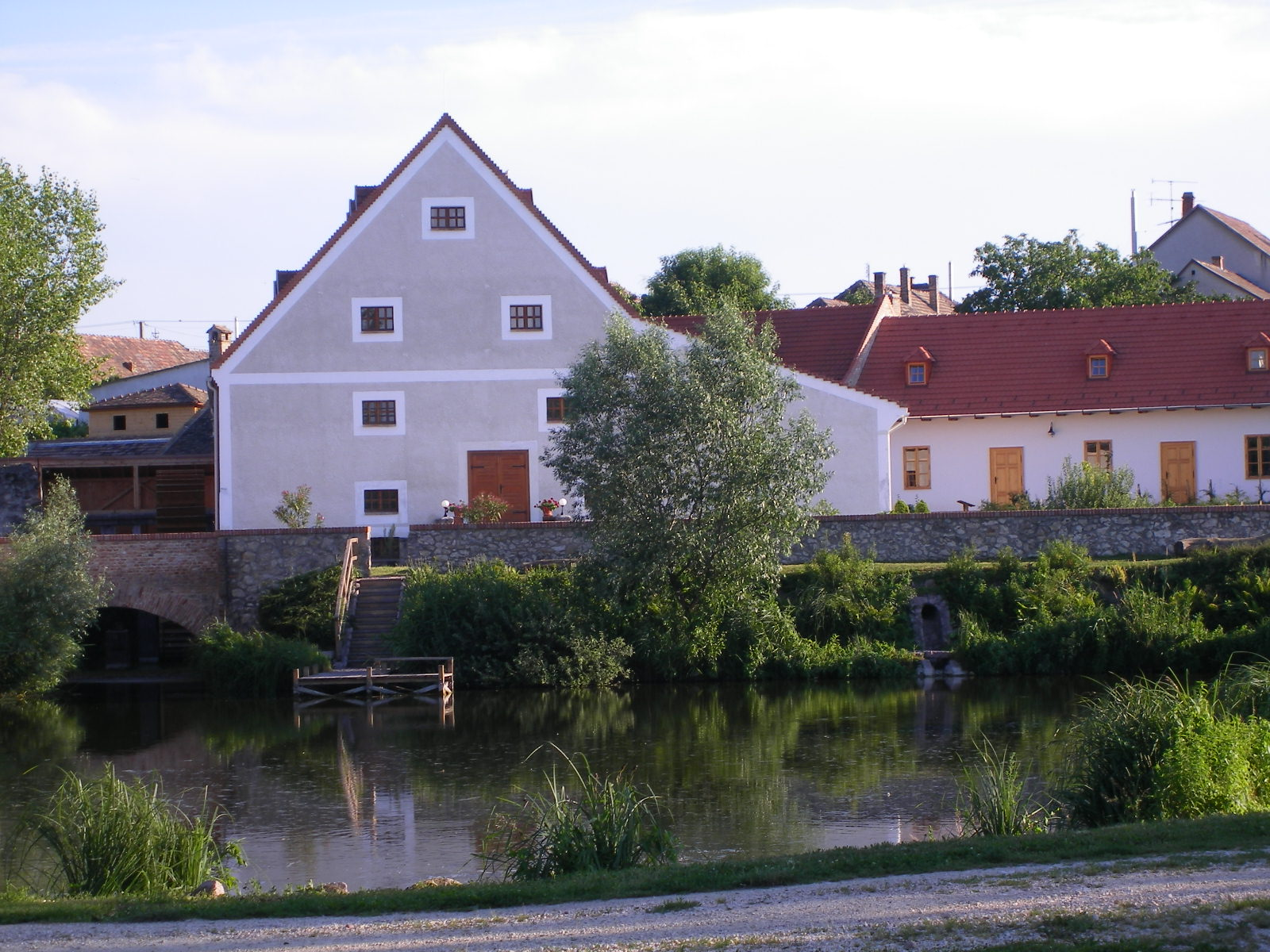
Wassermühle
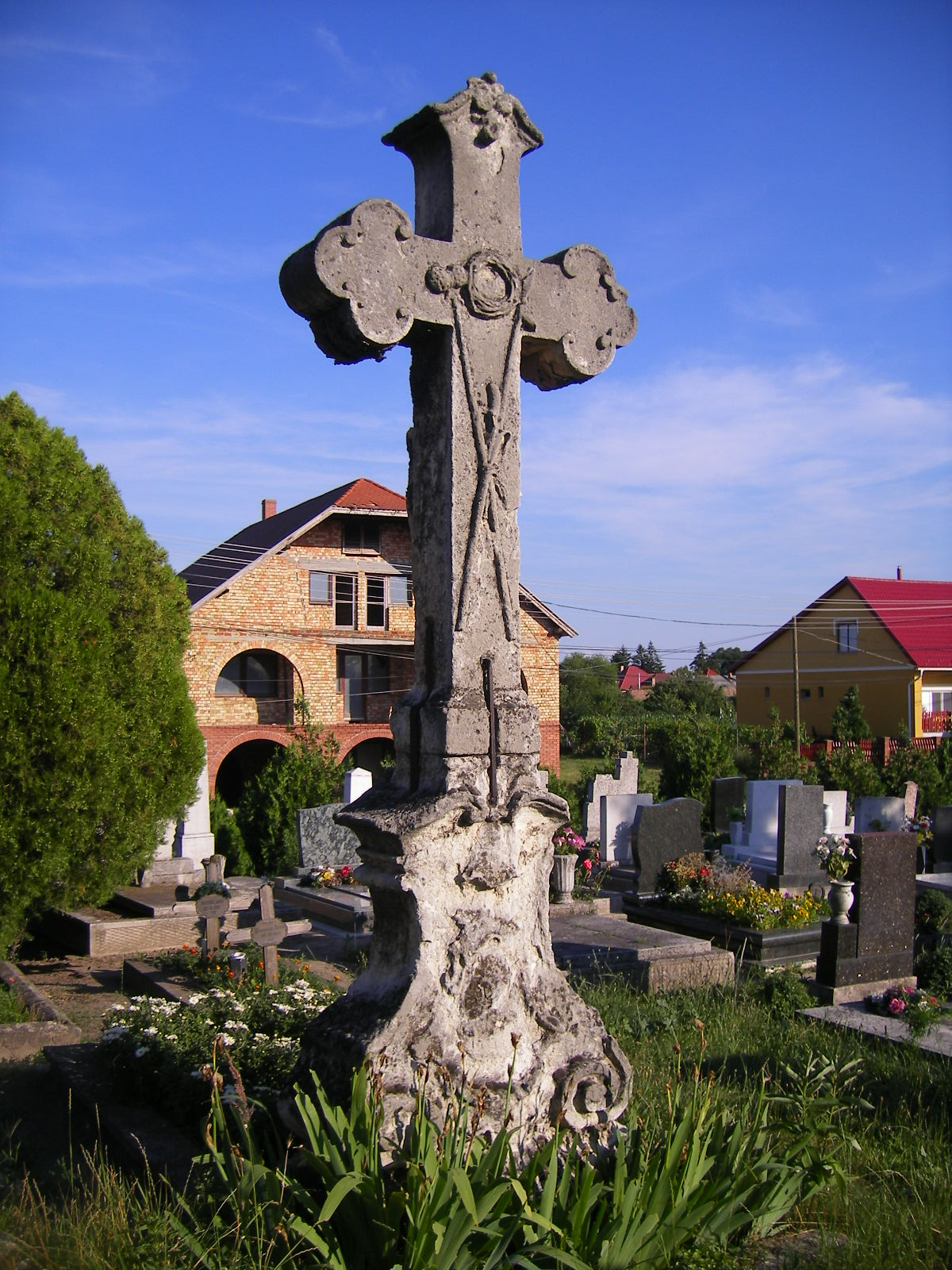
Barockkreuz auf dem Friedhof
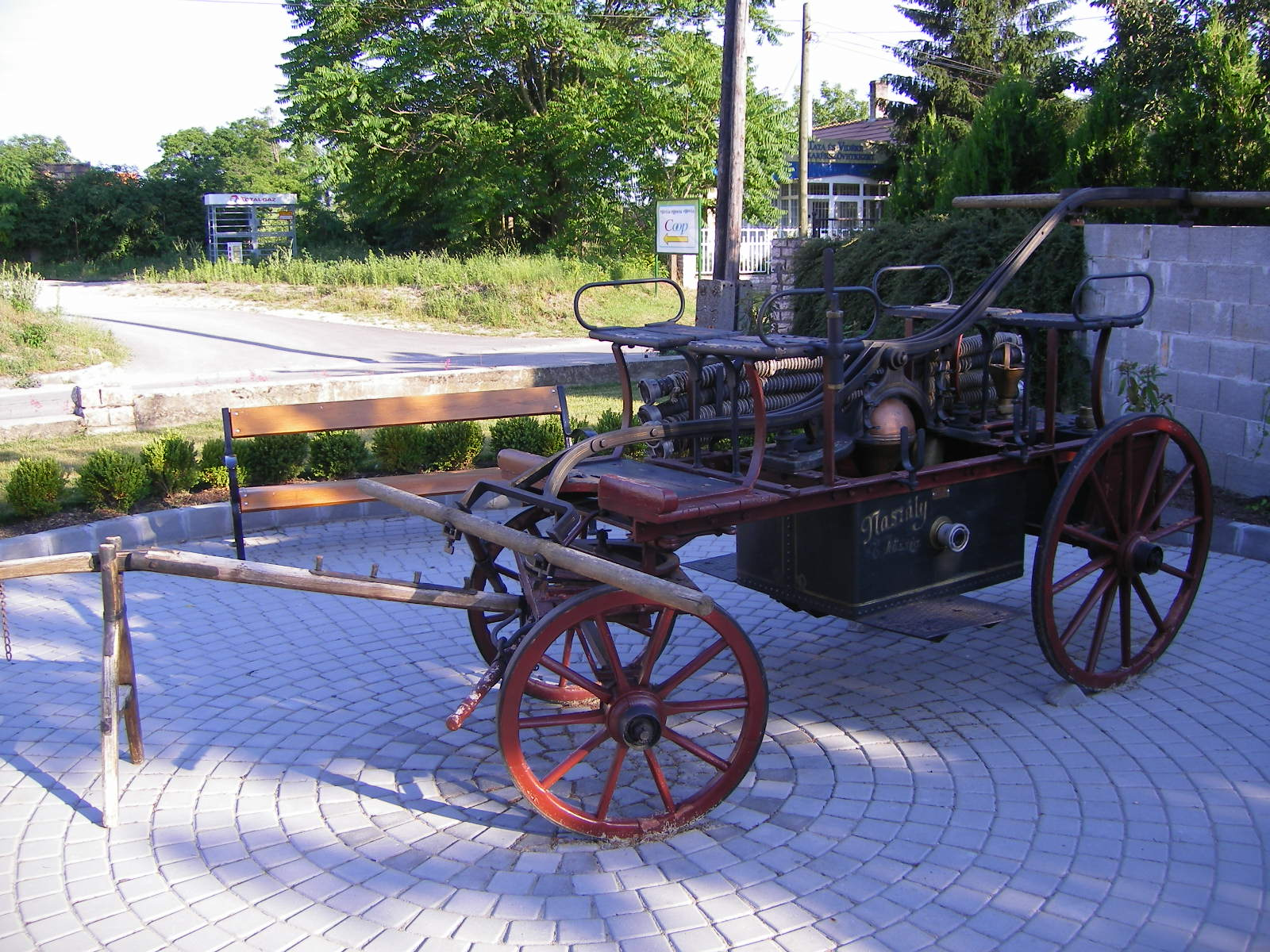
Historische Feuerwehrkutsche

## Söhne und Töchter der Gemeinde
- Margit Szobi (* 1951), Bogenschützin